# Награда Јован Ћирилов – за корак даље
Награда Јован Ћирилов – за корак даље додељује се у оквиру Београдског фестивала игре (БФИ).

## Добитници
- Димитрис Папајоану (2018)[1]
- Јакопо Годани (2019)[2]
- Габријела Каризо и Франк Шартије  (2021)[3][4]